# 盧加諾前阿爾卑斯山脈

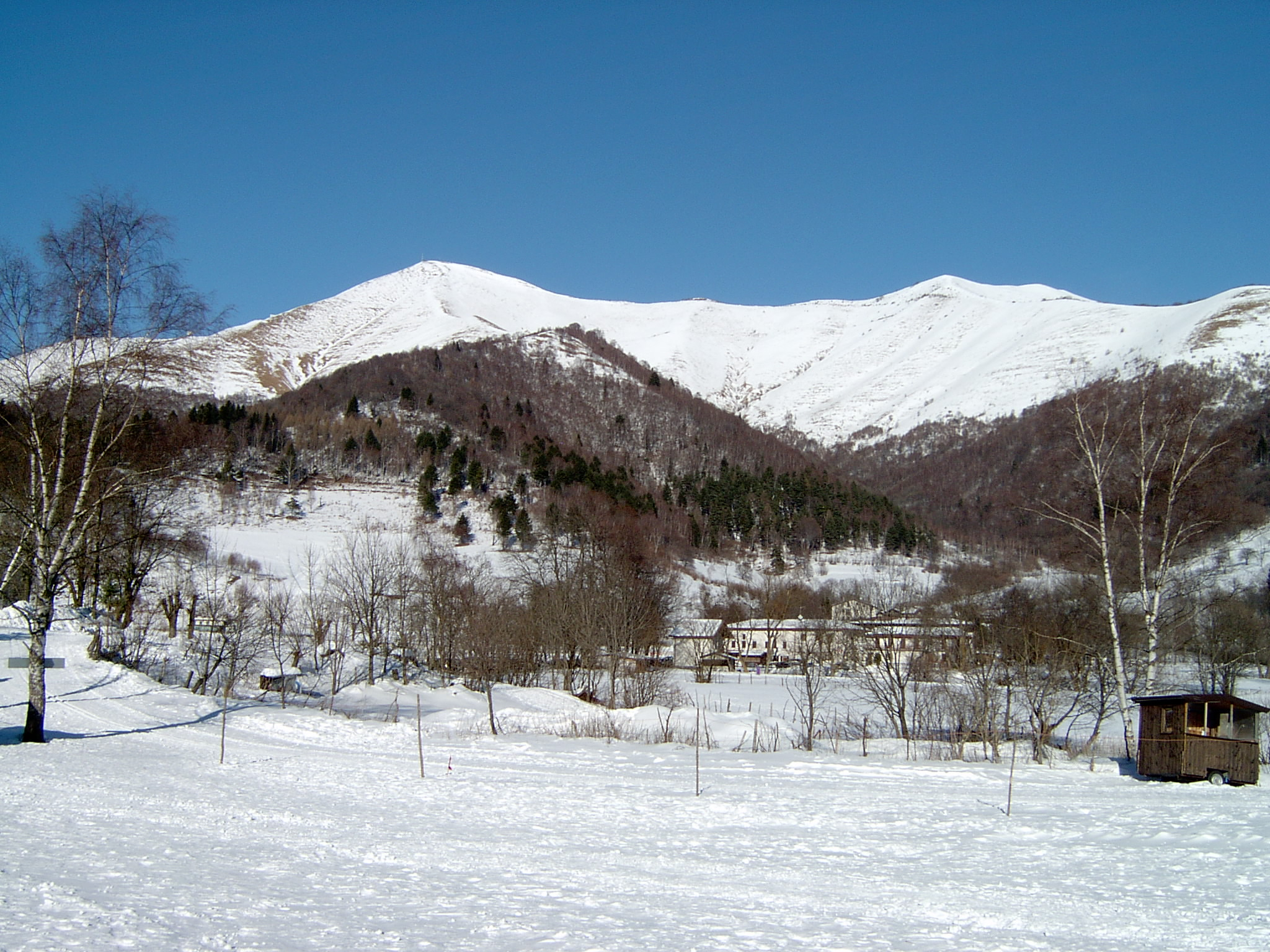

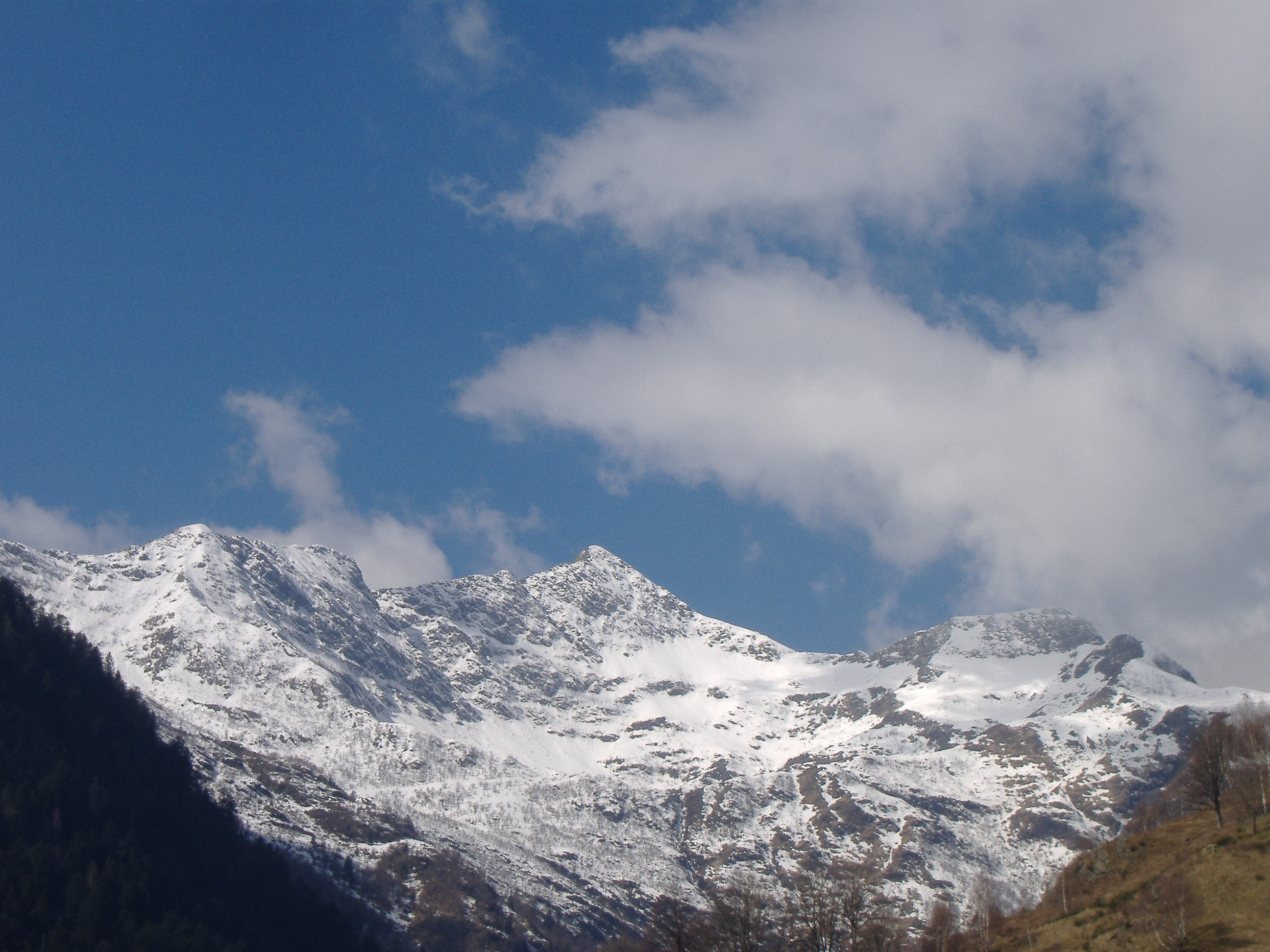

盧加諾前阿爾卑斯山脈是歐洲的山脈，屬於西阿爾卑斯山脈的一部分，橫跨瑞士提契諾州和意大利倫巴底，最高點海拔高度2,245米，山體由沉積岩組成。

## 外部連結
- Italian official cartography (Istituto Geografico Militare - IGM); on-line version: www.pcn.minambiente.it （页面存档备份，存于）
- Swiss official cartography (Swiss Federal Office of Topography - Swisstopo); on-line version: map.geo.admin.ch （页面存档备份，存于）